# Club Atlético Peñarol 2023
Questa voce raccoglie le informazioni riguardanti il Club Atlético Peñarol nelle competizioni ufficiali della stagione 2023.

## Stagione
La squadra è allenata da Alfredo Arias, ex tecnico del Deportivo Cali. Il 4 febbraio il club esordisce in campionato contro il Cerro vincendo per 2-0. Il 7 marzo il Peñarol ha la meglio per 4-0 sul River Plate (M) nello spareggio del primo turno di Coppa Sudamericana. Il 25 marzo i carboneros perdono la prima partita in stagione, per 1-0, in casa del Liverpool. L'8 maggio il Peñarol vince il torneo Apertura. Il 25 maggio, dopo aver subito la quarta sconfitta in altrettante gare della fase a gironi di Coppa Sudamericana, il Peñarol viene estromesso dalla competizione continentale.
Il 2 giugno il Peñarol debutta nel Torneo Intermedio subendo una rocambolesca sconfitta contro il La Luz, dopo essere passato in vantaggio nel secondo minuto di recupero su calcio di rigore. Il 18 giugno, in seguito alla sconfitta interna per 3-1 contro il River Plate, Arias viene esonerato. La squadra, dapprima guidataad interim da Juan Manuel Olivera, viene affidata all'ex carbonero Darío Rodríguez. Il 9 settembre il campionato uruguaiano viene sospeso. Il 7 ottobre riprende il torneo di Clausura con il Peñarol che sconfigge 2-1 il Defensor.
Il 29 ottobre il Peñarol esordisce in coppa nazionale contro il Sud América vincendo 3-0 e superando così il terzo turno. Il 5 novembre il Liverpool (M) batte a domicilio i carboneros, superandoli in classifica di Clausura. Il 15 novembre Darío Rodríguez viene sollevato dall'incarico di allenatore e la squadra viene affidata momentaneamente a Olivera. Il 21 novembre viene ufficializzato Diego Aguirre come nuovo allenatore. Il 6 dicembre si conclude il torneo Clausura, con l'incontro a reti inviolate contro il Montevideo Wanderers, che posiziona il Peñarol al secondo posto della classifica annuale.
In qualità di vincitore del torneo Apertura, il Peñarol affronta in semifinale il Liverpool di Montevideo vincitore del Clausura e della classifica annuale. Superata la semifinale ai tempi supplementari, nella doppia finale gli uomini di Aguirre subiscono una sconfitta complessiva di tre reti a zero tra andata e ritorno.

## Maglie e sponsor
Lo sponsor ufficiale è Antel, mentre quello tecnico è Puma.
| Casa | Trasferta | Terza maglia | Portiere 1 | Portiere 2 | Portiere 3 |
| --- | --- | --- | --- | --- | --- |
| Manica sinistra · Manica sinistra · Maglietta · Maglietta · Manica destra · Manica destra · Pantaloncini · Pantaloncini · Calzettoni · Calzettoni | Manica sinistra · Manica sinistra · Maglietta · Maglietta · Manica destra · Manica destra · Pantaloncini · Pantaloncini · Calzettoni · Calzettoni | Manica sinistra · Manica sinistra · Maglietta · Maglietta · Manica destra · Manica destra · Pantaloncini · Pantaloncini · Calzettoni · Calzettoni | Manica sinistra · Manica sinistra · Maglietta · Maglietta · Manica destra · Manica destra · Pantaloncini · Pantaloncini · Calzettoni · Calzettoni | Manica sinistra · Manica sinistra · Maglietta · Maglietta · Manica destra · Manica destra · Pantaloncini · Pantaloncini · Calzettoni · Calzettoni | Manica sinistra · Manica sinistra · Maglietta · Maglietta · Manica destra · Manica destra · Pantaloncini · Pantaloncini · Calzettoni · Calzettoni |

## Rosa
Rosa e numerazione, tratte dal sito ufficiale del Peñarol.
| N. |                    | Ruolo | Calciatore                      |
| -- | ------------------ | ----- | ------------------------------- |
| 1  | Uruguay (bandiera) | P     | Thiago Cardozo (vice capitano)  |
| 2  | Brasile (bandiera) | D     | Léo Coelho                      |
| 3  | Uruguay (bandiera) | D     | Hernán Menosse                  |
| 4  | Uruguay (bandiera) | D     | Andrés Madruga                  |
| 5  | Uruguay (bandiera) | C     | Sebastián Cristóforo (capitano) |
| 6  | Uruguay (bandiera) | C     | Rodrigo Saravia                 |
| 7  | Uruguay (bandiera) | C     | Carlos Sánchez                  |
| 8  | Uruguay (bandiera) | C     | Sebastián Javier Rodríguez      |
| 9  | Uruguay (bandiera) | A     | Óscar Cruz                      |
| 9  | Uruguay (bandiera) | C     | Franco González                 |
| 10 | Uruguay (bandiera) | A     | Kevin Méndez                    |
| 11 | Uruguay (bandiera) | A     | Nicolás Rossi                   |
| 11 | Uruguay (bandiera) | C     | José Neris                      |
| 12 | Uruguay (bandiera) | P     | Guillermo de Amores             |
| 13 | Uruguay (bandiera) | D     | Matías Aguirregaray             |
| 14 | Uruguay (bandiera) | C     | Damián García                   |
| 15 | Uruguay (bandiera) | D     | Yonatthan Rak                   |
| 16 | Uruguay (bandiera) | C     | Braulio Guisolfo                |
| 16 | Uruguay (bandiera) | C     | Camilo Mayada                   |

| N. |                      | Ruolo | Calciatore              |
| -- | -------------------- | ----- | ----------------------- |
| 17 | Uruguay (bandiera)   | D     | Valentín Rodríguez      |
| 18 | Uruguay (bandiera)   | D     | Maximiliano Olivera     |
| 18 | Uruguay (bandiera)   | C     | Matías Ferreira         |
| 19 | Uruguay (bandiera)   | A     | Matías Arezo            |
| 20 | Uruguay (bandiera)   | D     | Pedro Milans            |
| 21 | Uruguay (bandiera)   | A     | Diego Rolán             |
| 22 | Uruguay (bandiera)   | D     | Juan Ramos              |
| 23 | Uruguay (bandiera)   | A     | Abel Hernández          |
| 24 | Uruguay (bandiera)   | A     | Brian Mansilla          |
| 25 | Uruguay (bandiera)   | C     | Ignacio Laquintana      |
| 25 | Uruguay (bandiera)   | C     | Ignacio Sosa            |
| 27 | Uruguay (bandiera)   | D     | Lucas Hernández Perdomo |
| 28 | Uruguay (bandiera)   | C     | Santiago Homenchenko    |
| 29 | Uruguay (bandiera)   | A     | Máximo Alonso           |
| 30 | Argentina (bandiera) | C     | Ángel González          |
| 30 | Uruguay (bandiera)   | D     | Pablo López             |
| 33 | Uruguay (bandiera)   | A     | Bruno Betancor          |
| 34 | Uruguay (bandiera)   | D     | Nahuel Herrera          |
| 35 | Uruguay (bandiera)   | A     | Santiago Díaz           |

## Risultati

### Primera División

#### Apertura
| Arbitro: | Burgos |

|                              |           |  |
| Arezo 18’ Sánchez 57’ (rig.) | Marcatori |  |

| Arbitro: | Ostojich |

|                         |           |                                                   |
| Neira 9’ Royón 82’, 87’ | Marcatori | 12’ Menosse 45+7’ (rig.), 65’, 90+8’ (rig.) Arezo |

| Arbitro: | González |

|                  |           |  |
| A. Hernández 39’ | Marcatori |  |

| Arbitro: | Matonte |

|                                 |           |                |
| Balboa 11’ Navarro 90+8’ (rig.) | Marcatori | 41’, 73’ Arezo |

| Arbitro: | Burgos |

|                       |           |             |
| Sánchez 30’ Arezo 70’ | Marcatori | 11’ Cantera |

| Arbitro: | Tejera |

|                     |           |                        |
| Arezo 13’ Rossi 70’ | Marcatori | 53’ Palacios 84’ Ribas |

| Arbitro: | Feres |

|                  |           |  |
| S. Rodríguez 47’ | Marcatori |  |

| Arbitro: | Ostojich |

|               |           |  |
| Martirena 66’ | Marcatori |  |

| Arbitro: | Ferreyra |

|                           |           |  |
| Méndez 78’ Laquintana 90’ | Marcatori |  |

| Melo 9 aprile 2023, ore 16:00 UTC-3 10ª giornata | Cerro Largo | 0 – 0 referto | Peñarol | Stadio Arquitecto Antonio Eleuterio Ubilla (4 500 spett.)\| Arbitro: \| Tejera \| |
| Arbitro:                                         | Tejera      |               |         |                                                                                   |

| Arbitro: | González |

|                       |           |  |
| A. Hernández 37’, 73’ | Marcatori |  |

| Arbitro: | Ostojich |

|                    |           |                                |
| Ebere 45+1’ (rig.) | Marcatori | 35’ Saravia 90+7’ A. Hernández |

| Arbitro: | De Armas |

|                              |           |  |
| Sánchez 39’ S. Rodríguez 51’ | Marcatori |  |

| Arbitro: | Matonte |

|  |           |                      |
|  | Marcatori | 66’ Alonso 81’ Arezo |

| Arbitro: | Rodríguez |

|                         |           |             |
| S. Rodríguez 16’ (rig.) | Marcatori | 67’ Fonseca |

#### Intermedio
| Arbitro: | Feres |

|                                        |           |                                          |
| Royón 85’ Machado 90+6’ Quintana 90+9’ | Marcatori | 59’ Cristóforo 90+2’ (rig.) S. Rodríguez |

| Arbitro: | Ostojich |

|                  |           |                              |
| A. Hernández 22’ | Marcatori | 42’ Brunelli 61’, 67’ Barone |

| Montevideo 24 giugno 2023, ore 16:00 UTC-3 3ª giornata | Montevideo Wanderers | 0 – 0 referto | Peñarol | Stadio Parque Alfredo Victor Viera (4 000 spett.)\| Arbitro: \| Matonte \| |
| Arbitro:                                               | Matonte              |               |         |                                                                            |

| Arbitro: | Tejera |

|                       |           |  |
| A. Hernández 58’, 78’ | Marcatori |  |

| Arbitro: | Ferreyra |

|         |           |  |
| May 60’ | Marcatori |  |

| Arbitro: | González |

|                      |           |            |
| A. Hernández 4’, 11’ | Marcatori | 50’ Allala |

| Arbitro: | De Armas |

|                            |           |            |
| Arezo 69’ A. Hernández 89’ | Marcatori | 52’ Balboa |

#### Clausura
| Arbitro: | Tejera |

|            |           |                  |
| Nandín 14’ | Marcatori | 51’ A. Hernández |

| Arbitro: | Burgos |

|                |           |                                    |
| Arezo 29’, 64’ | Marcatori | 24’ (rig.) An. Hernández 38’ Viera |

| Arbitro: | De Armas |

|  |           |           |
|  | Marcatori | 52’ Arezo |

| Arbitro: | González |

|                                           |           |                    |
| F. González 45+1’ S. Rodríguez 68’ (rig.) | Marcatori | 29’ (rig.) Navarro |

| Arbitro: | Matonte |

|  |           |           |
|  | Marcatori | 30’ Arezo |

| Arbitro: | Feres |

|                    |           |                                        |
| Costa 13’ Siri 22’ | Marcatori | 44’ Arezo 45’, 64’ (rig.) S. Rodríguez |

| Arbitro: | Tejera |

|  |           |                                      |
|  | Marcatori | 29’ F. González 35’ Mayada 58’ Arezo |

| Arbitro: | Matonte |

|  |           |            |
|  | Marcatori | 35’ Vecino |

| Arbitro: | De Armas |

|                      |           |                               |
| Ramírez 31’ Báez 63’ | Marcatori | 48’ J. Neris 88’ L. Hernández |

| Arbitro: | Sacarelo |

|                 |           |             |
| F. González 86’ | Marcatori | 5’ S. Núñez |

| Arbitro: | González |

|                        |           |              |
| Lewis 28’ Romero 45+2’ | Marcatori | 53’ J. Neris |

| Montevideo 24 novembre 2023, ore 19:30 UTC-3 12ª giornata | Peñarol | 0 – 0 referto | Plaza Colonia | Stadio Campeón del Siglo (19 223 spett.)\| Arbitro: \| Burgos \| |
| Arbitro:                                                  | Burgos  |               |               |                                                                  |

| Arbitro: | Ostojich |

|  |           |           |
|  | Marcatori | 52’ Arezo |

| Arbitro: | Feres |

|           |           |           |
| Arezo 71’ | Marcatori | 75’ Verón |

| Montevideo 6 dicembre 2023, ore 15:00 UTC-3 15ª giornata | Montevideo Wanderers | 0 – 0 referto | Peñarol | Stadio Parque Alfredo Victor Viera (5 000 spett.)\| Arbitro: \| Matonte \| |
| Arbitro:                                                 | Matonte              |               |         |                                                                            |

#### Fase finale
| Arbitro: | De Armas |

|  |           |                   |
|  | Marcatori | 119’ A. Hernández |

| Arbitro: | Ostojich |

|                               |           |  |
| T. Vecino 70’ Bentancourt 81’ | Marcatori |  |

| Arbitro: | Matonte |

|  |           |                 |
|  | Marcatori | 25’ Bentancourt |

### Copa Uruguaya
| Arbitro: | Motta |

|  |           |                                        |
|  | Marcatori | 45’ C. Sánchez 47’ Mansilla 60’ Méndez |

### Coppa Sudamericana

#### Primo turno
| Arbitro: | Daronco |

|  |           |                                      |
|  | Marcatori | 8’, 16’ (rig.), 75’ Arezo 21’ Milans |

#### Fase a gironi
| Arbitro: | Guerrero |

|                                          |           |              |
| Éder 3’ Mastriani 6’, 56’ Wellington 68’ | Marcatori | 76’ Mansilla |

| Arbitro: | Garay |

|  |           |                        |
|  | Marcatori | 54’ Perlaza 65’ Cortés |

| Arbitro: | Argote |

|                                              |           |                  |
| Sant'Anna 39’, 45+1’ Fernández 70’ Togni 80’ | Marcatori | 58’ S. Rodríguez |

| Arbitro: | Herrera |

|                                            |           |                  |
| Arias 9’ Menosse 23’ (aut.) Bustamante 29’ | Marcatori | 49’ (rig.) Arezo |

| Arbitro: | Gilabert |

|  |           |                                       |
|  | Marcatori | 42’ Togni 50’ N. Fernández 87’ Solari |

| Arbitro: | Haro |

|                  |           |                        |
| S. Rodríguez 28’ | Marcatori | 78’ Avelar 88’ Juninho |

## Statistiche

### Statistiche di squadra
| Competizione       | Punti | Totale | Totale | Totale | Totale | Totale | Totale | DR  |
| Competizione       | Punti | G      | V      | N      | P      | Gf     | Gs     | DR  |
| ------------------ | ----- | ------ | ------ | ------ | ------ | ------ | ------ | --- |
| Primera División   | 69    | 37     | 19     | 12     | 6      | 52     | 32     | +20 |
| Fase finale        | -     | 3      | 1      | 0      | 2      | 1      | 3      | -2  |
| Copa Uruguaya      | -     | 1      | 1      | 0      | 0      | 3      | 0      | +3  |
| Coppa Sudamericana | 0     | 7      | 1      | 0      | 6      | 8      | 18     | -10 |
| Totale             | -     | 48     | 22     | 12     | 14     | 64     | 53     | +11 |